# أندريا فيريتي (لاعب كرة قدم)
أندريا فيريتي (بالإيطالية: Andrea Ferretti)‏ (18 سبتمبر 1986 في إيطاليا - ) هو لاعب كرة قدم إيطالي في مركز الهجوم. لعب مع سكونثورب يونايتد وكارديف سيتي ونادي بارما ونادي تشيزينا ونادي سبيزيا ونادي كاربي واتحاد بافيا لكرة القدم ونادي غروسيتو.

## وصلات خارجية
- أندريا فيريتي (لاعب كرة قدم) على موقع قاعدة بيانات كرة القدم.إي يو (الإنجليزية)
- أندريا فيريتي (لاعب كرة قدم) على موقع Soccerbase.com (لاعب) (الإنجليزية)
- أندريا فيريتي (لاعب كرة قدم) على موقع Soccerway.com (الإنجليزية)